# استان چایاپوم

نقشهٔ تایلند و جایگاه استان چایاپوم.

استان چایاپوم یکی از استان‌های کشور تایلند است. مساحت آن ۱۲۷۷۸ کیلومترمربع می‌باشد. جمعیت این استان در سال ۲۰۰۰ بالغ بر ۱۰۹۵۰۰۰ نفر برآورد شده است.
استان چایاپوم از نظر تقسیمات کشوری بخشی از ناحیه شمال خاوری تایلند به‌شمار می‌آید. مرکز این استان شهر چایاپوم است.